# Bem-estar corporativo
Bem-estar corporativo é uma expressão pejorativa que descreve a concessão de empréstimos, renúncias fiscais ou outro tratamento especial favorável ao setor corporativo em geral ou a algumas empresas em particular. A expressão compara subsídios corporativos e ajuda financeira aos pobres e insinua que as corporações são muito menos carentes de tais tratamentos do que os pobres. Ralph Nader, um crítico americano do bem-estar corporativo é geralmente creditado pela cunhagem da expressão.